# آنا اودوبسکو
آنا اودوبسکو (به انگلیسی: Anna Odobescu) (زاده ۳ نوامبر ۱۹۹۱) خواننده اهل مولداوی است.
او نماینده مولداوی در یوروویژن ۲۰۱۹ بود.